# Like a Love?
「Like a Love?」（ライク・ア・ラブ）は、日本の女性歌手、鈴木亜美の8枚目のエイベックスシングルである。2006年7月26日にavex traxよりリリースされた。

## 解説
- 「CDのみ」、「CD+DVD」の2形態で発売された。「CDのみ」バージョンの初回限定版には特典としてフォトブックが封入されている。CDジャケットとPVは同じショットから来ている。
- シングルのテーマは「夏の初恋」。プロモーションビデオは沖縄で撮影された。
- 「Like a Love?」は、作曲が大塚愛である。大塚が他の歌手に楽曲提供したのは本曲が初めてであった。
- カップリング曲「スコールにぬれて」と共に、後に2枚目のアルバム『CONNETTA』に収録された。

## 収録曲

### CD
1. Like a Love?
作詞：鈴木亜美 / 作曲：愛 / 編曲：愛・Ikoman
NTV系『ミラクル☆シェイプ』8～9月度エンディングテーマ
日本テレビ『海の家@seezoo』イメージソング
2. スコールにぬれて
作詞：鈴木亜美 / 作曲：吉川慶 / 編曲：上田ケンジ
3. Like a Love?(Instrumental)
4. スコールにぬれて(Instrumental)

### DVD
1. Like a Love?(Music Clip)

## 収録アルバム
- Like a Love?
  - 『CONNETTA』
- スコールにぬれて
  - 『CONNETTA』